# Estación de Lenzburg
La estación de Lenzburg es la principal estación ferroviaria de la comuna suiza de Lenzburg, en el Cantón de Argovia.

## Historia
La estación de Lenzburg fue abierta en el año 1874 con la apertura al tráfico ferroviario de la línea construida porque unía a Wohlen con Rupperswil, lugar donde se conectaba a la línea Aarau - Baden. En 1877 se abrió la línea Zofigen - Lenzburg, y en el año 1883 fue inaugurado la línea Seetalbahn.

## Situación
La estación se encuentra ubicada en el centro del núcleo urbano de Lenzburg. Tiene un total de cinco andenes, de los cuales dos son centrales y los tres restantes son lateral, y siete vías pasantes. Tiene la característica de que uno de los andenes junto a una de sus vías pasantes, que forman parte del Seetalbahn, no se encuentran integrados en la estación, sino que están situados enfrente de ella.
La estación está situada en términos ferroviarios en las siguientes líneas férreas: 
- Rupperswil - Wohlen.
- Lenzburg - Zofigen.
- Lenzburg - Emmenbrücke/Lucerna.

## Servicios ferroviarios
Los servicios son prestados mayoritariamente por SBB-CFF-FFS, que ofrece conexiones de larga distancia, regionales y de cercanías.

### Larga distancia
- ICN Zúrich - Aarau - Olten - Soleura - Biel/Bienne. Este servicio solo se realiza en sentido Biel/Bienne una vez al día, por la medianoche.
- IR Basilea-SBB - Liestal - Sissach - Aarau - Lenzburg - Zúrich.
- IR Basilea-SBB - Liestal - Sissach - Aarau - Lenzburg - Zúrich - Thawil - Pfäffikon - Ziegelbrücke - Sargans - Chur.

### Regional
- RE Aarau - Lenzburg - Zúrich.

### S-Bahn
S-Bahn Zúrich
La estación está integrada dentro de la red de cercanías S-Bahn Zúrich, y en la que efectúan parada los trenes de varias líneas pertenecientes a S-Bahn Zúrich:
- S 11 Aarau – Lenzburg – Dietikon – Zúrich HB – Stettbach – Winterthur – Seuzach/Sennhof-Kyburg (– Wila)
- S N1 Winterthur – Zúrich HB – Baden – Lenzburg – Aarau

S-Bahn Argovia
Recibe servicios de diferentes líneas que forman parte de la red S-Bahn Argovia : 
- S 23 Langenthal - Olten - Aarau - Lenzburg - Brugg - Baden.
- S 26 Aarau/ Lenzburg – Wohlen – Muri – Rotkreuz
- S 28 Zofigen - Lenzburg.

S-Bahn Lucerna
La estación es el final de una línea de la red S-Bahn Lucerna:
- S 9 Lucerna - Beinwil am See - Lenzburg.